# Antoni Wit

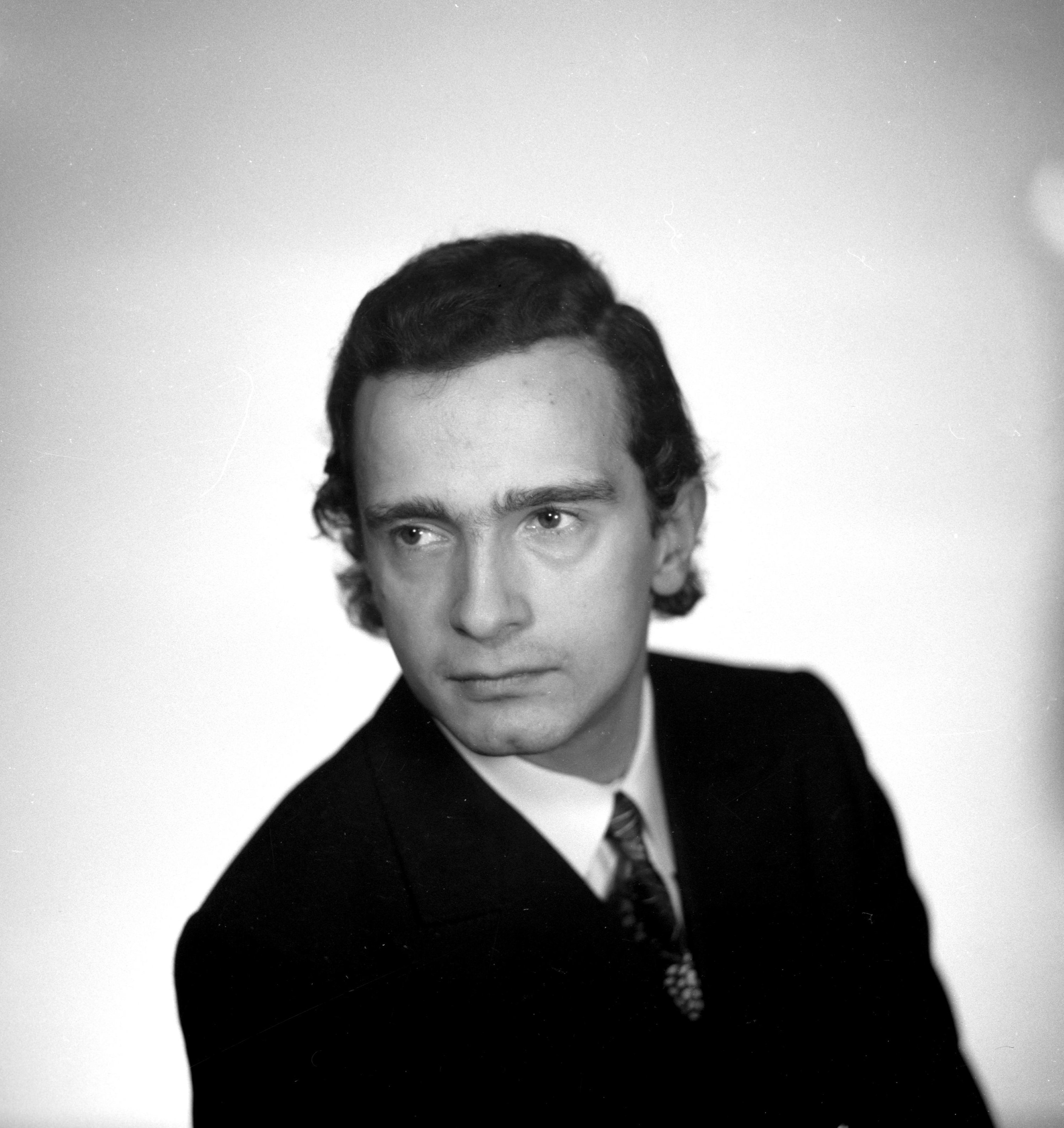
Director de orquesta Antoni Wit.

Antoni Wit (Cracovia, Polonia, 7 de febrero de 1944) es un director de orquesta polaco. Antoni Wit es uno de los directores más respetados de Polonia y gran embajador de la música polaca.
Es afamado por sus interpretaciones de la música del siglo XX, sobre todo de los compositores de Polonia o del Este de Europa, como Karol Szymanowski, Krzysztof Penderecki, Witold Lutosławski o Serguéi Prokófiev.

## Biografía
Estudia dirección y composición en Cracovia con sobre todo Krzysztof Penderecki como profesor. Fue igualmente alumno de Nadia Boulanger y de Pierre Dervaux en París. En 1973, permanece en Estados Unidos, en Tanglewood, donde se perfecciona con Skrowaczewski y Ozawa.
Fue nombrado entre 1964 y 1977 director musical de la orquesta de Pomérania, después entre 1983 y 2000, director de la Orquesta sinfónica nacional de la radio polaca en Katowice. Desde 2002, dirige la Orquesta Filarmónica de Varsovia hasta la temporada 2012/13 y es profesor en la Academia Frédéric Chopin de esta ciudad.
Ganador en 1971 del primer premio en el Concurso Internacional de Dirección Herbert von Karajan fue ayudante de Herbert von Karajan en el Festival de Pascua de Salzburgo.
Desde la temporada 2013-2014 a la 2016-2017 es Director Titular y Artístico de la Orquesta Sinfónica de Navarra, además de Director Laureado de la Orquesta Filarmónica de Cracovia, en Polonia.
Seis veces nominado a los Premios Grammy, Antoni Wit ha registrado más de ciento cincuenta grabaciones para EMI, Sony y Naxos. De ellas puede destacarse la aclamada versión de los conciertos para piano de Prokófiev con Kun Woo Paik, galardonada con el Diapason d’Or y el Grand Prix de la Nouvelle Académie du Disque. También le fue otorgado el premio EMI “Disco del Año” en 1985 por su grabación del Stabat Mater de Szymanowski y en enero de 2002 le fue concedido el Cannes Classical Award por su grabación de la Sinfonía Turangalila de Messiaen. Recientemente, los dos primeros CD de la integral de Szymanowski fueron galardonados por Gramophone con la “Elección del Editor” y las subsiguientes dos grabaciones por la BBC Music Magazine en el mismo apartado.
Su primer lanzamiento en DVD bajo el sello ICA Classics recibió el premio “Elección del Editor / DVD del Mes por la revista Gramophone. El DVD incluye las sinfonías Tercera y la Cuarta de Szymanowski con la Orquesta Filarmónica de Varsovia.
En 2012 Antoni Wit grabó el estreno mundial de la obra de Gorecki, Concierto-Cantata, de nuevo con la orquesta Filarmónica de Varsovia en el sello Naxos y por esta grabación recibió un Premio Choc . Al mismo tiempo sus grabaciones de Penderecki: Fonogrammi, Horn Concerto, Partita, El despertar de Jacob y Anaklasis para Naxos recibieron un premio Grammy en 2013.
Antoni Wit ha disfrutado de una prestigiosa carrera internacional dirigiendo importantes orquestas en toda Europa, América y el Lejano Oriente, destacando sus proyectos con la Dresden Philharmonic, WDR Sinfonieorchester Köln, Tonhalle-Orchester Zürich, Filarmonica della Scala, así como con la Orquesta Sinfónica de Montreal, China Philharmonic, Royal Philharmonic, Philharmonia y las orquestas de la BBC Symphony. También dirige conciertos con otras formaciones de gran prestigio internacional como la Orquesta Filarmónica de Berlín, la Orquesta Sinfónica de la Radio de Stuttgart, la Weimar Staatskapelle, la Budapest Festival Orchestra, la Royal Philharmonic Orchestra, la Orquesta Filarmónica de Helsinki, la Orquesta Filarmónica de Malasia, la Orquesta de la Accademia Nazionale di Santa Cecilia de Roma, Praga Radio Symphony, la Orquesta Nacional de Lyon , Orquesta Sinfónica de Barcelona, la Orquesta Casa de Música de Oporto, la Filarmónica de San Petersburgo, la Orquesta del Teatro Colón de Buenos Aires, la Hong Kong Philharmonic, la Orquesta Filarmónica de Strasbourg, la Orquesta Sinfónica Nacional de Taiwán , la Orquesta NCPA de Beijing, la Danish Radio Symphony, la Dresden Staatskappelle y la Orquesta de Cleveland.
Respecto a su visión de la dirección comenta: "Cuando veo mi desarrollo como director —lo soy desde hace cincuenta años—, creo que lo hago siempre un poquito mejor, que sigo creciendo en varios puntos pero con la música por encima de todo. Cuando voy a ensayar una obra que he grabado o de la que tengo las copias de la radio pienso en qué podría mejorar para que todo salga mejor. Recuerdo, en el Concurso Von Karajan, que él me dijo algo que entonces me pareció muy banal: “Un joven director de orquesta no tiene que olvidar que lo más importante al dirigir es la música”. Naturalmente, pensé yo, vaya idea. Que Karajan no me revele un misterio sino me nombre una evidencia… Y ahora comprendo lo que eso quiere decir. Cuando escucho un disco mío o un concierto en vivo pienso: ¿lo que sale de ahí es la música en todo el sentido de la palabra o puede ser todavía mejor? Hay que mostrar lo magnífica que es una obra y eso es lo más importante. No es fácil de explicar. Con la experiencia puedo comprender mejor cómo hacer que las orquestas toquen mejor, que den todo lo que tienen. La experiencia es un grado y siempre estoy desarrollándome, como músico, como director, como trabajador con una orquesta. Es mi sensación y ojalá sea así"

## Distinciones
- Orden Polonia Restituida
- Oficial de la Orden nacional de la Cruz del Sur de Brasil en 2002
- Oficial de la Orden del Mérito de la República Italiana
- Chevalier de la Legión de Honor en 2015.